# Pseudolabrus sieboldi
Pseudolabrus sieboldi là một loài cá biển thuộc chi Pseudolabrus trong họ Cá bàng chài. Loài này được mô tả lần đầu tiên vào năm 1997.

## Từ nguyên
Từ định danh sieboldi được đặt theo tên của Philipp Franz von Siebold, bác sĩ người Đức, người đầu tiên cung cấp bức vẽ minh họa về một loài Pseudolabrus ở Nhật Bản.

## Phạm vi phân bố và môi trường sống
P. sieboldi có phạm vi phân bố ở Tây Thái Bình Dương. Loài này được ghi nhận từ vùng bờ biển phía nam Nhật Bản, mở rộng phạm vi về phía tây đến bờ biển phía nam Hàn Quốc, và từ biển Nhật Bản trải dài xuống đảo Đài Loan ở phía nam.
P. sieboldi và Pseudolabrus eoethinus khá tương đồng về hình thái, nhưng vẫn có sự khác biệt rõ rệt về mặt di truyền. Hơn nữa, P. sieboldi xuất hiện ở cả bờ biển phía nam của Biển Nhật Bản, nhưng P. eoethinus lại không được ghi nhận ở đó; tuy vậy, cả hai loài đều có phân bố rộng rãi dọc theo bờ biển Thái Bình Dương ở phía nam Nhật Bản.
P. sieboldi sống trên các rạn đá ngầm ở độ sâu đến 100 m.

## Mô tả
Cá đực có màu xanh lục hoặc màu đỏ gạch đối với các mẫu vật được thu thập ở vùng nước sâu; đốm đen lớn từ gai vây lưng thứ tư trải dài đến gai thứ sáu. Cả cái có hai hàng đốm trắng ở phía trên đường bên. Dải sọc sẫm màu nằm phía dưới mắt kéo dài đến trên gốc vây ngực (ở cá đực) hoặc tới giữa nắp mang (ở cá cái).
Số gai ở vây lưng: 8–9; Số tia vây mềm ở vây lưng: 11; Số gai ở vây hậu môn: 3; Số tia vây mềm ở vây hậu môn: 10.

## Hành vi và tập tính
P. sieboldi sống theo từng nhóm nhỏ, gồm một con cá đực thống trị và bầy cá cái trong hậu cung của nó. Thời điểm sinh sản của P. sieboldi diễn ra từ giữa tháng 11 đến giữa tháng 12. Thức ăn của loài này chủ yếu là các loài động vật giáp xác và động vật thân mềm.